# Brachycope anomala
Brachycope anomala là một loài chim trong họ Ploceidae. Chúng là loài duy nhất trong chi Brachycope
Chúng thường xuất hiện ở Cameroon, Cộng hòa Trung Phi, Cộng hòa Congo, và Cộng hòa Dân chủ Congo.